# Solitude Love
《Solitude Love》는 엠씨 더 맥스의 세 번째 정규 음반이다.
일본 여가수 히로세 코미의 곡을 일부 받았으며, 타이틀곡 〈행복하지 말아요〉는 히로세 코미의 음반의 〈날짜변경선〉과 동일한 곡인데, 히로세 코미의 곡이 더 늦게 발매되었기 때문에 리메이크가 아니다. 지난 앨범보다는 록적인 요소가 많이 줄어 대중성은 높였으나 엠씨 더 맥스 본연의 음악성과는 괴리를 보여주었다.

## 수록곡
1. 사랑을 믿어요 (유안아 작사·곡)
2. 해바라기도 가끔 목이 아프죠 (히로세 코미 작곡, 양재선 작사)
3. 이별이라는 이름 (양정승 작사·곡)
4. 행복하지 말아요 (히로세 코미 작곡, 양재선 작사)
5. 아직 슬픈 사랑의 노래 (유안아 작사·곡)
6. 거짓 이별 (히로세 코미 작곡, 이소연 작사)
7. 날 위한 연극(시나리오) (이태윤 작곡, 이소연 작사)
8. Love Actually (유안아 작사·곡)
9. 닫혀진 사랑을 향해 (신동우 작사·곡)
10. Memory (유안아 작사·곡)
11. 사랑해 봤나요? (사랑한 외로움의 외면) (제이 윤 작사·곡)
12. To Me (이수 작사·곡)